# カムデン・カウンシル (ニューサウスウェールズ州)
カムデン・カウンシル（Camden Council）は、オーストラリア・ニューサウスウェールズ州の地方公共団体。

## 概要
カムデン・カウンシルは、シドニー中心業務地区（CBD）から南西65キロメートルの所に位置する。市内をネピアン川（en）が流れる。また、市内には、訓練やチャーター機の利用、グライダー・気球の飛行で使用されるカムデン空港（en）がある。
西から南西にかけてはウォロンディリー・シャー、南から南東にかけてはシティ・オブ・キャンベルタウン、北はシティ・オブ・リヴァプールと接している。

## 構成サバーブ
カムデン・カウンシルは、以下のサバーブで構成されている。
- ビックリー・ヴェール（Bickley Vale）
- ブリンジェリー（Bringelly）
- カムデン（Camden）
- カムデン・サウス（Camden South）
- キャサリン・フィールド（Catherine Field）
- カウダー（Cowdor）
- コビッティ（Cobbitty）
- カランズ・ヒル（Currans Hill）
- エルダースリー（Elderslie）
- エリス・レーン（Ellis Lane）
- グレッズウッド・ヒルズ（Gledswood Hills）
- グラスミア（Grasmere）
- グレゴリー・ヒルズ（Gregory Hills）
- ハリントン・パーク（Harrington Park）
- カークハム（Kirkham）
- レッピングトン（Leppington）
- マウント・アナン（Mount Annan）
- ナレーラン（Narellan）
- ナレーラン・ヴェール（Narellan Vale）
- オーラン・パーク（Oran Park）
- ロスモア（Rossmore）
- スミートン・グランジ（Smeaton Grange）
- スプリング・ファーム（Spring Farm）

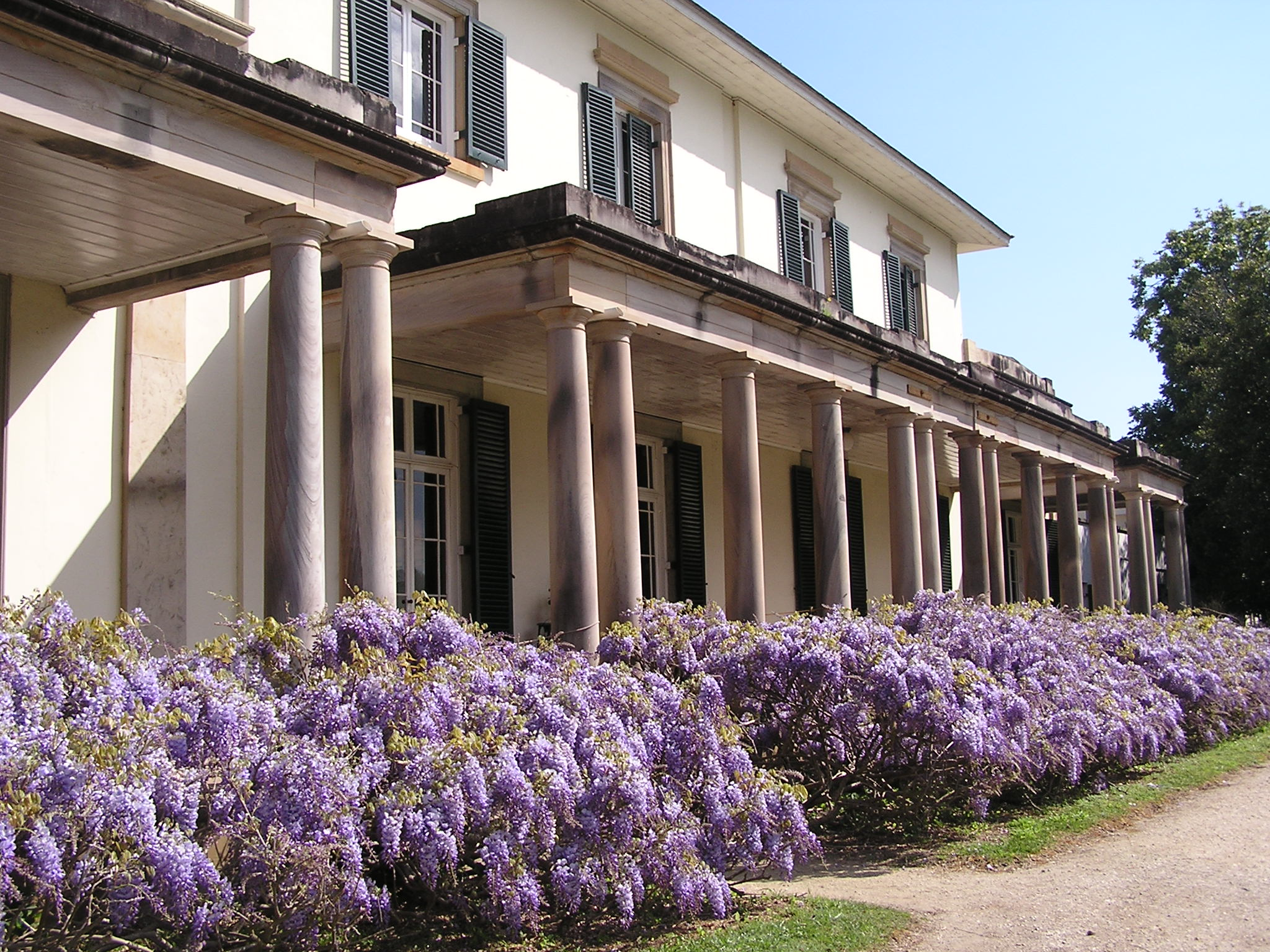
カムデンの住宅
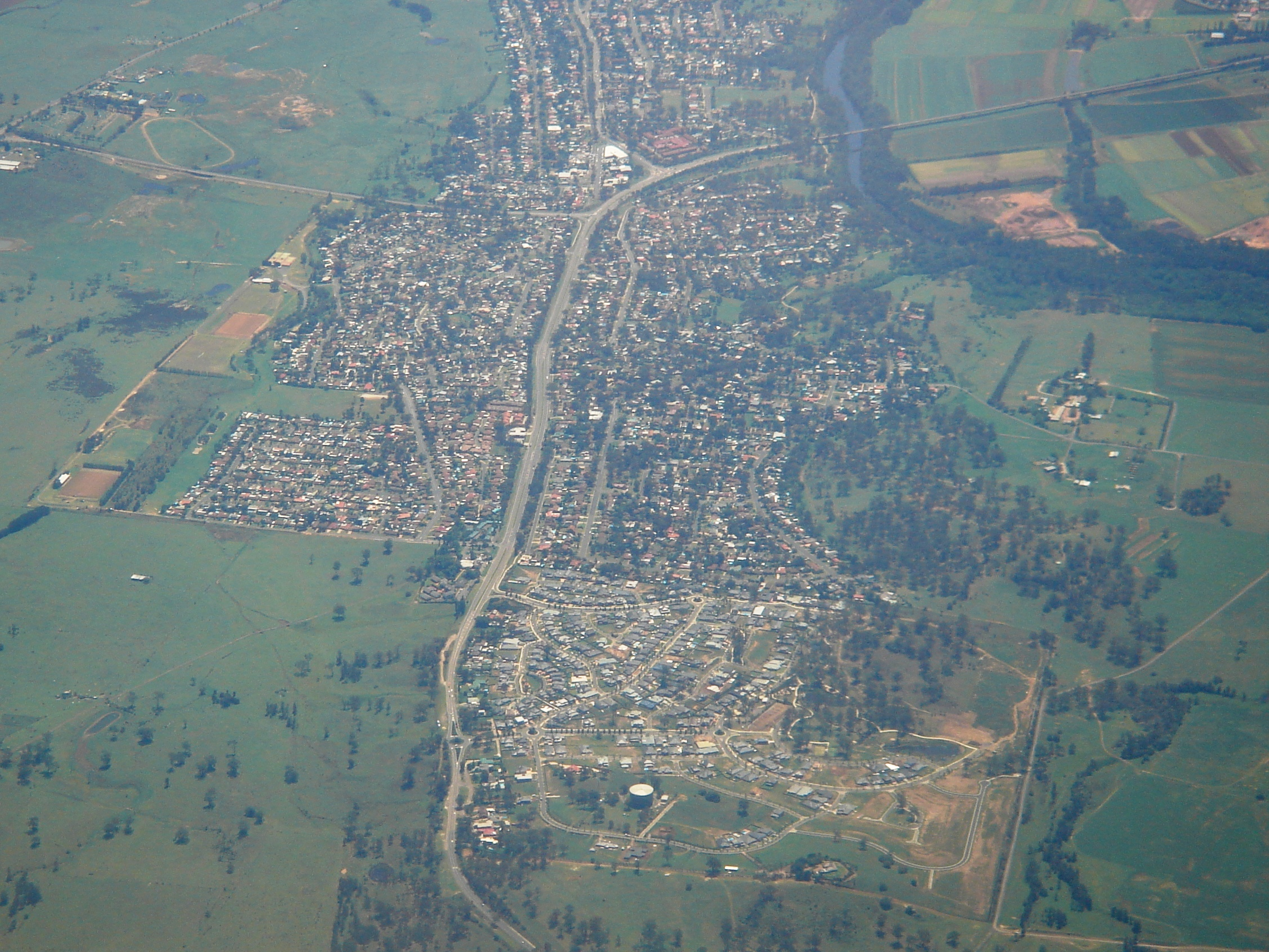
カムデン・サウスの空撮
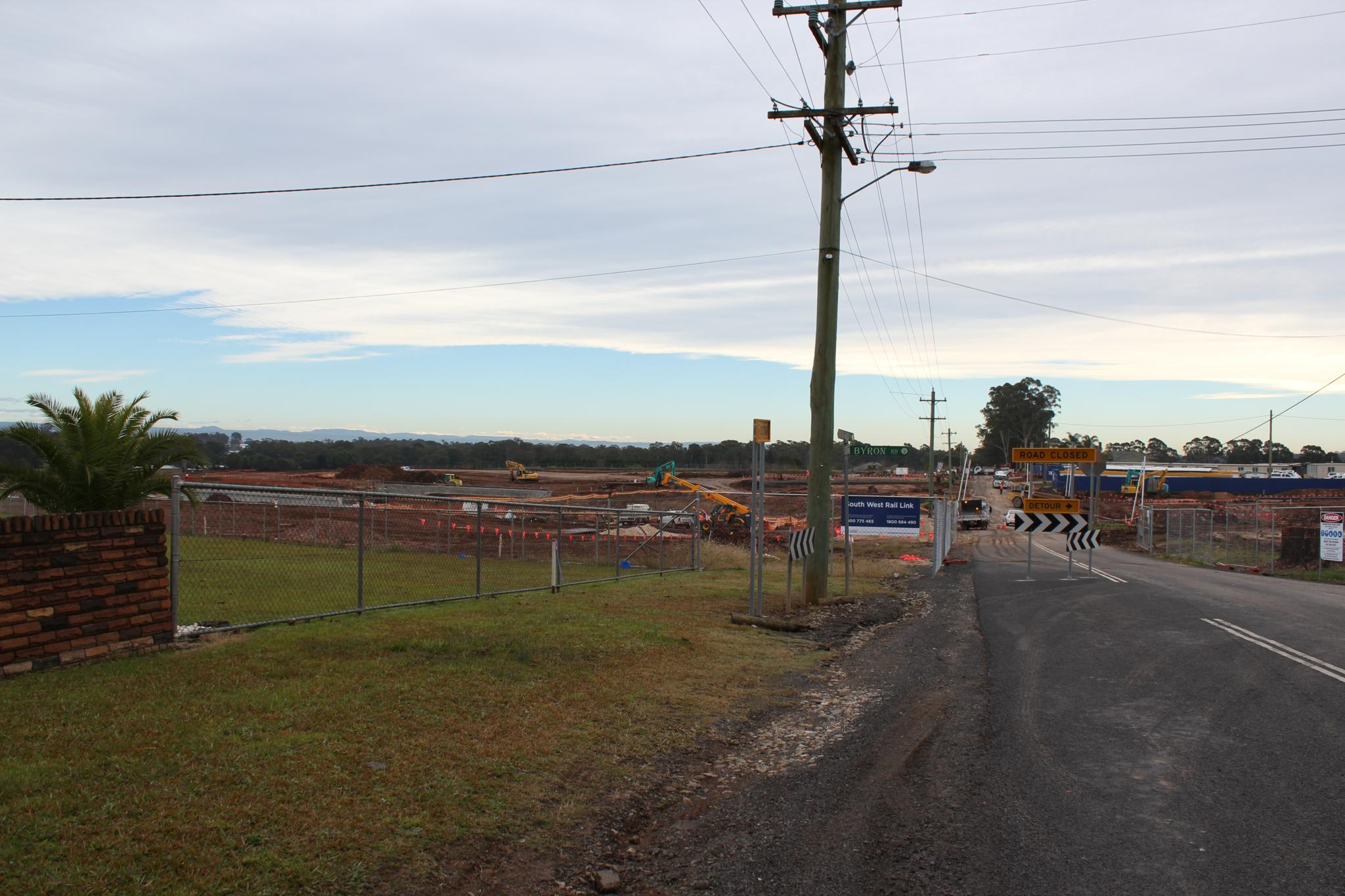
建設中のレッピングトン駅
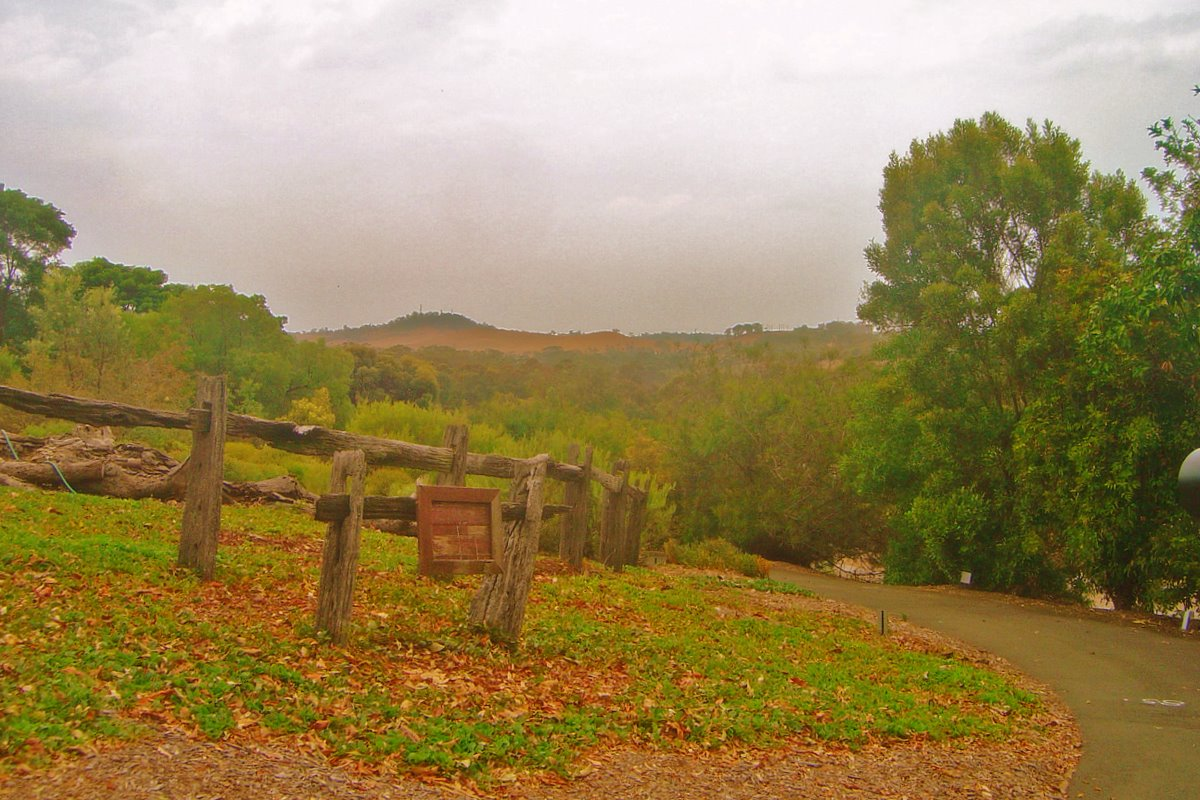
マウント・アナン・ボタニック・ガーデンズ
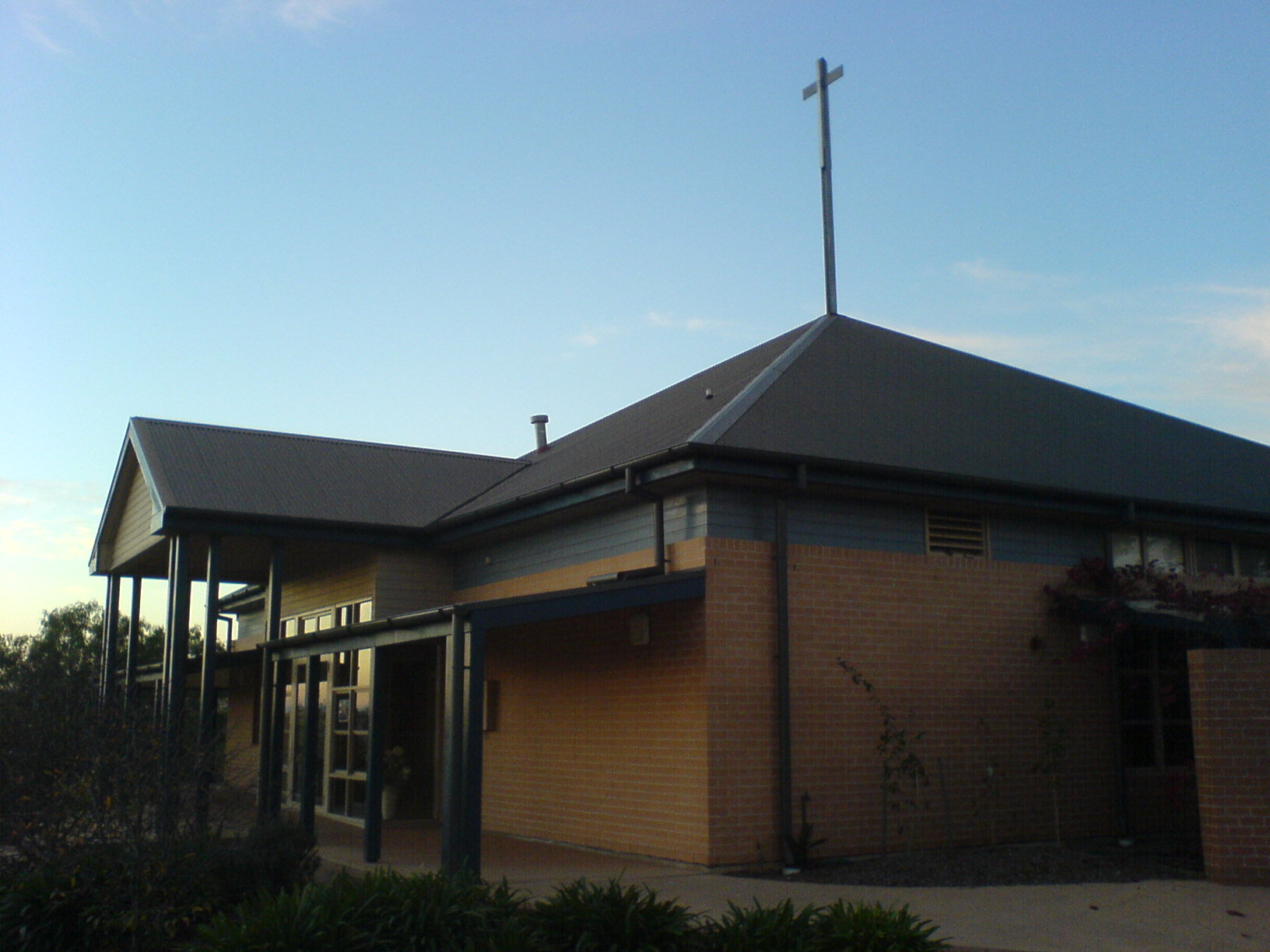
聖トマス聖公会教会（ナレーラン）

## 議会
カムデン・カウンシルの議会は、9人によって構成される。任期は4年。選挙区は3つで、それぞれの選挙区から3人が選出される。市長は、議会選挙後、最初の議会で、9人の議員から選出される。最新の議会選挙は、2012年9月8日に実施された。オーストラリア自由党5議席、無所属4議席である。市長は、無所属のLara Symkowiak。